# Бельвю (Вісконсин)
Бельвю (англ. Bellevue) — селище (англ. village) в США, в окрузі Браун штату Вісконсин. Населення — 15 935 осіб (2020).

## Географія
Бельвю розташований за координатами 44°27′39″ пн. ш. 87°57′21″ зх. д. / 44.46083° пн. ш. 87.95583° зх. д. (44.460771, -87.955938).  За даними Бюро перепису населення США в 2010 році селище мало площу 37,29 км², з яких 37,15 км² — суходіл та 0,14 км² — водойми.

## Демографія
Згідно з переписом 2010 року, у селищі мешкало 14 570 осіб у 5876 домогосподарствах у складі 3883 родин. Густота населення становила 391 особа/км².  Було 6314 помешкання (169/км²).
Расовий склад населення:
| - 87,5 % — білих - 3,9 % — азіатів - 1,0 % — чорних або афроамериканців - 0,9 % — корінних американців - 4,9 % — осіб інших рас |

До двох чи більше рас належало 1,9 %. Частка іспаномовних становила 9,3 % від усіх жителів.
За віковим діапазоном населення розподілялося таким чином: 25,8 % — особи молодші 18 років, 63,3 % — особи у віці 18—64 років, 10,9 % — особи у віці 65 років та старші. Медіана віку мешканця становила 36,3 року. На 100 осіб жіночої статі у селищі припадало 94,9 чоловіків;  на 100 жінок у віці від 18 років та старших — 93,1 чоловіків також старших 18 років.
Середній дохід на одне домашнє господарство  становив 67 391 долар США (медіана — 51 222), а середній дохід на одну сім'ю — 80 381 долар (медіана — 59 733). Медіана доходів становила 46 014 долари для чоловіків та 40 241 долар для жінок. За межею бідності перебувало 12,6 % осіб, у тому числі 15,7 % дітей у віці до 18 років та 6,8 % осіб у віці 65 років та старших.
Цивільне працевлаштоване населення становило 7846 осіб. Основні галузі зайнятості: освіта, охорона здоров'я та соціальна допомога — 23,9 %, виробництво — 18,3 %, роздрібна торгівля — 9,6 %, транспорт — 8,0 %.